# Liste der Biografien/Koc
Liste der Biografien |
Portal Biografien |
Personensuche
# |
A |
B |
C |
D |
E |
F |
G |
H |
I |
J |
K |
L |
M |
N |
O |
P |
Q |
R |
S |
T |
U |
V |
W |
X |
Y |
Z |
?
 
Ka |
Kb |
Kc |
Kd |
Ke |
Kf |
Kg |
Kh |
Ki |
Kj |
Kl |
Km |
Kn |
Ko |
Kp |
Kr |
Ks |
Kt |
Ku |
Kv |
Kw |
Ky |
Kx |
Kz
 
Koa |
Kob |
Koc |
Kod |
Koe |
Kof |
Kog |
Koh |
Koi |
Koj |
Kok |
Kol |
Kom |
Kon |
Koo |
Kop |
Kor |
Kos |
Kot |
Kou |
Kov |
Kow |
Kox |
Koy |
Koz
 
Vorlage:Liste der Biografien/Koc
Die Liste der Biografien führt alle Personen auf, die in der deutschsprachigen Wikipedia einen Artikel haben. Dieses ist eine Teilliste mit 24 Einträgen von Personen, deren Namen mit den Buchstaben „Koc“ beginnt.

## Koc
- Koç, Ali (* 1967), türkischer FußballfunktionärAli Koç (* 1967)

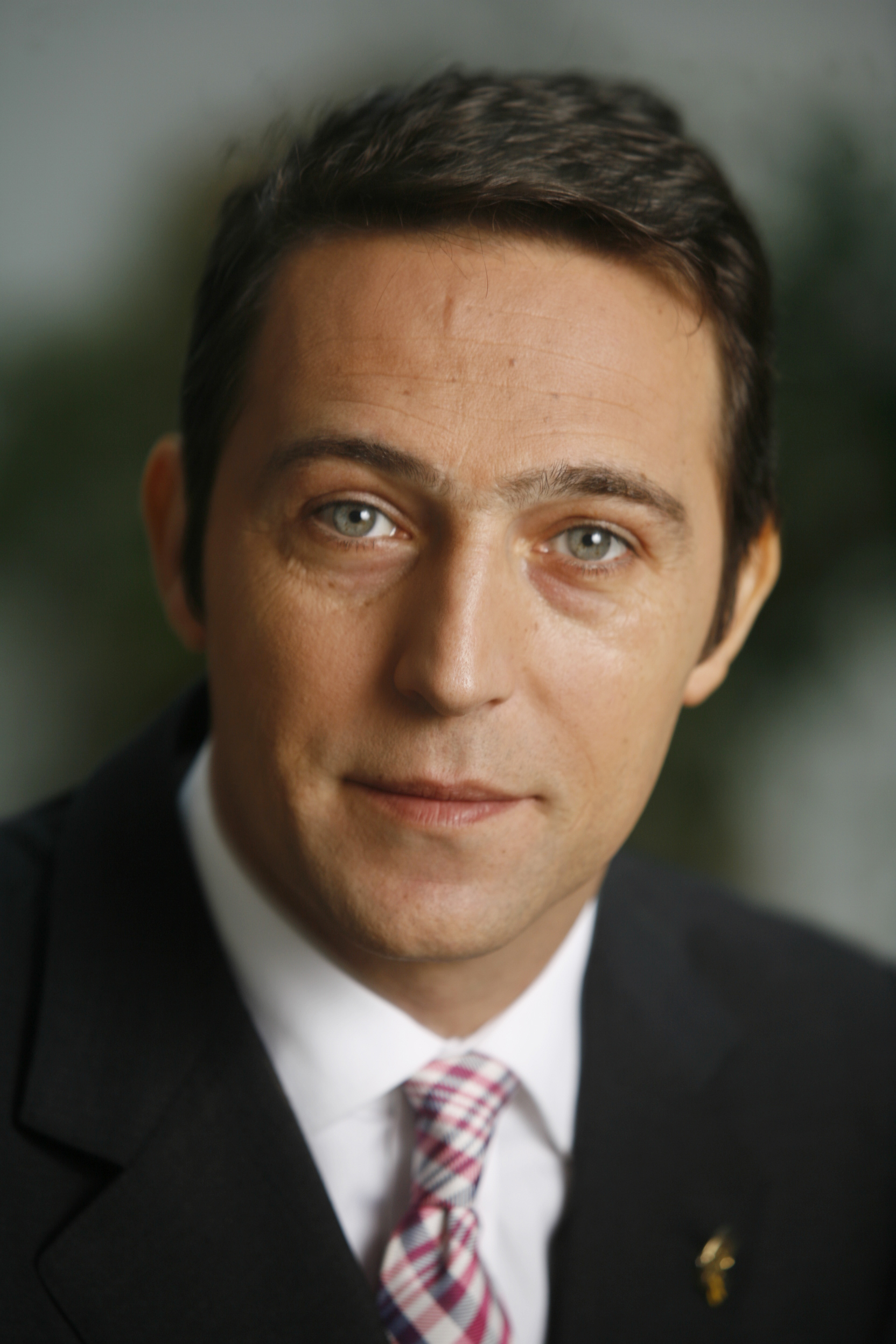
Ali Koç (* 1967)

- Koç, Anıl (* 1995), belgisch-türkischer Fußballspieler
- Koç, Atilla (* 1946), türkischer Bürokrat, Politiker und Minister
- Koç, Cengiz (* 1977), deutsch-türkischer Schwergewichtsboxer
- Koç, Ceren (* 1993), türkische Schauspielerin
- Koç, Ekin (* 1992), türkischer Filmschauspieler
- Koç, Enes (* 2005), türkischer Fußballspieler
- Koç, Ertan (* 1987), türkischer Fußballspieler
- Koç, Fehmi (* 2003), türkischer Fußballspieler
- Koç, Filiz (* 1986), türkische Fußballspielerin, Model und Schauspielerin
- Koç, Gülcihan (* 1965), türkisch-alevitische Sängerin
- Koc, Marcelo (1918–2006), argentinischer Komponist
- Koc, Mazlum (* 1989), deutscher Politiker (Die Linke)
- Koç, Meryem (* 1996), türkische Fußballtorhüterin
- Koç, Mustafa (1960–2016), türkischer Unternehmer
- Koç, Oğuzhan (* 1985), türkischer Popmusiker und Schauspieler
- Koç, Okan (* 1982), türkischer Fußballspieler
- Koç, Rahmi (* 1930), türkischer Unternehmer
- Koç, Savaş (* 1963), türkischer Fußballspieler
- Koç, Serhat (* 1990), niederländisch-türkischer Fußballspieler
- Koç, Süleyman (* 1989), deutsch-türkischer Fußballspieler
- Koç, Sümeyra (* 1987), türkische Schauspielerin
- Koç, Vehbi (1901–1996), türkischer Unternehmer
- Koç, Yeliz (* 1993), türkische Reality-TV-TeilnehmerinYeliz Koç (* 1993)

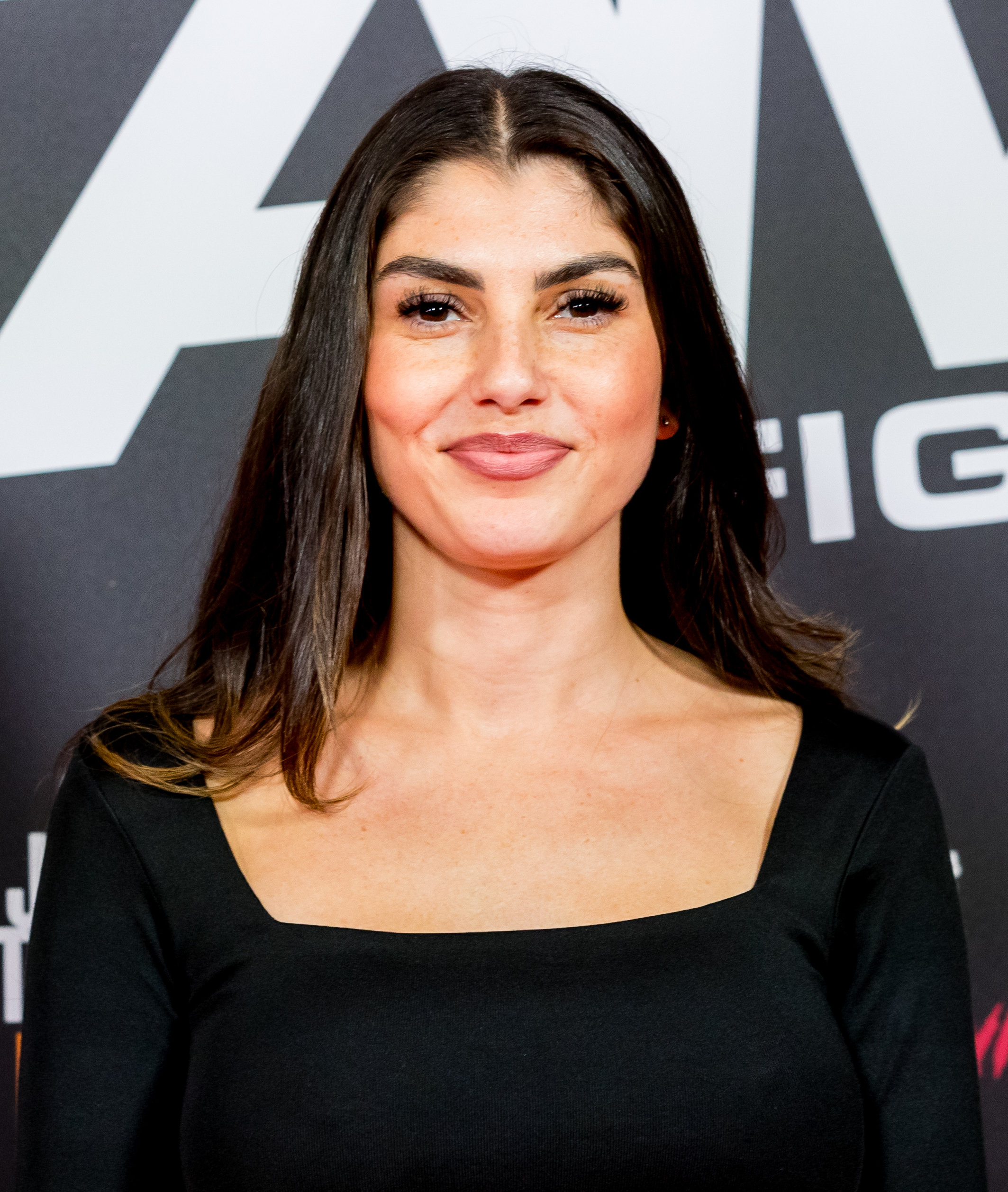
Yeliz Koç (* 1993)